# Job Berckheyde
Pour les articles homonymes, voir Berckheyde.
Job Adriaensz Berckheyde est un peintre néerlandais de l'École hollandaise du XVIIe siècle. Il est né le 27 janvier 1630 à Haarlem et mort le 23 novembre 1693 dans cette même ville. Il est le frère aîné du peintre Gerrit Adriaensz Berckheyde (1638–1698).

## Biographie
Job Berckheyde est né le 27 janvier 1630 à Haarlem sur le littoral hollandais, juste à l'ouest d'Amsterdam. Il fut le tuteur et le premier maître de son frère cadet de 8 ans, Gerrit, célèbre pour ses peintures des canaux et de l'hôtel de ville d'Amsterdam. Il traverse ensuite avec son frère l'Allemagne lors d'un grand voyage le long du Rhin. Ils se rendent ensemble à Bonn, Cologne, Mannheim avant de s'installer dans la ville de Heidelberg, dans le Bade-Wurtemberg, où ils s'engagent à travailler pour le comte palatin du Rhin Charles-Louis Ier.
Ils retournent en 1660 dans leur ville natale Haarlem. Sa carrière s'est surtout développé à Haarlem, Amsterdam et à La Haye. Il meurt en 1693 dans sa ville natale Haarlem à 63 ans.

## Œuvres
- Intérieur de la Groote Kerk, Haarlem en 1674, Institut des arts de Détroit.
- Nicolaes Eichelberg, Rijksmuseum
- Intérieur d'un bureau d'un notaire en 1672